# Contea di Washakie
La contea di Washakie (in inglese Washakie County) è una contea dello Stato del Wyoming, negli Stati Uniti. La popolazione al censimento del 2000 era di 8 289 abitanti. Il capoluogo di contea è Worland.

## Geografia
La contea si trova nella parte meridionale del bacino Bighorn, circondata da montagne che si trovano nelle contee confinanti, tranne parte dei monti Bighorn. Il territorio è prevalentemente pianeggiante. Il fiume principale è il Bighorn che scorre verso nord. Gli affluenti più importanti sono Nowood River, Nowater Creek, Gooseberry Creek e Fifteenmile Creek.
La contea ospita la foresta nazionale di Bighorn.

### Contee confinanti
- Contea di Big Horn - nord
- Contea di Johnson - est
- Contea di Natrona - sud-est
- Contea di Fremont - sud
- Contea di Hot Springs - ovest
- Contea di Park - nord-ovest

## Storia
La contea fu creata nel 1911 con parti della contea di Big Horn e organizzata nel 1913. Deve il suo nome al capo Shoshone Washakie.

## Comuni

### City
- Worland (capoluogo)

### Town
- Ten Sleep